# Северна марка
Северна марка (на немски: Nordmark) е средновековно маркграфство, създадено от Саксонската източна марка, от 965 до 1157 г.

## История
След смъртта на маркграф Геро I Железния († 20 май 965) Саксонската източна марка, наричана също и Марка Геро (Marca Geronis), ‎е разделена на пет по-малки марки. Създават се Северната марка, Марка Лужица, Марка Майсен, Марка Цайц и Марка Мерзебург.
Северната марка се намирала между Елба и Одер и обхващала територията на по-късното Маркграфство Бранденбург с граници с Марка на Билунг (до 983), с Полша (до 983), към Марка Лужица, към Херцогство Саксония и към славянски територии.
Голяма част от Северната марка при Албрехт Мечката от род Аскани отива през 1157 г. към Маркграфство Бранденбург; други части отиват към Херцогство Померания („Предна Померания“) и към манастир Магдебург.

## Маркграфове на Северна марка
- Дитрих от Халденслебен († 985), 965 – 983
- Мешко от Полша († 25 май 992), 983 – 985
- Ходо I († 993), 985 – 993
- Лотар от Валбек († 25 януари 1003), 993 – 1003
- Вернер от Валбек († 11 ноември 1014), син на Лотар, от 1003, свален 1009
- Бернхард I († 1018), син на Дитрих, от 1009
- Бернхард II († 1044/51), син на Бернхард I, от 1018
- Вилхелм († 10 септември 1056), син на Бернхард II, от 1044
- Лотар Удо I († 1057), 1056/1057
- Лотар Удо II († 1082), син на Удо I, 1057
- Хайнрих I Дългия († 1087), син на Удо II, 1082
- Лотар Удо III († 1106), син на Хайнрих I, 1087
- Рудолф I († 1124), 1106/1114
- Хелперих фон Пльотцкау / Хелферих от Пльотцкау († 1118), 1112
- Хайнрих II фон Щаде († 1128), син на Хайнрих I, 1114
- Удо IV фон Щаде († 1130), син на Рудолф I, 1128
- Конрад фон Пльотцкау († 1133), син на Хелферих, 1130
- Рудолф II фон Щаде († 1144), брат на Удо IV, 1133